# イオンモール浜松志都呂
イオンモール浜松志都呂（イオンモールはままつしとろ）は、静岡県浜松市中央区に立地するイオンモール株式会社運営のショッピングセンター（SC）である。

## 概要
2004年（平成16年）8月6日に「イオン浜松志都呂ショッピングセンター」として開業。
店舗面積は65,322m2で、イオングループのみならず静岡県内では最大規模のSCである。
2007年（平成19年）9月22日に現行の名称に改称。2010年（平成22年）10月には全館のリニューアルを実施した。

## 主なテナント

### 2012年7月20日現在[7]
核店舗であるイオン（旧・ジャスコ）浜松志都呂店のほか、約168の専門店テナントが出店している。

### イオン浜松志都呂店
開業当時の売場面積は当時のジャスコとして最大規模の23,000m2であった。
1階は食品・化粧品・生活雑貨など、2階は衣料品、3階は子供服・玩具・文具などを扱う。イオンラウンジは3階に設置されている。

### 1階専門店
- エディオン
- AZUL by moussy
- AMO'S STYLE
- ニコアンド
- eyecity
- ハックドラッグ
- ATMコーナー
- ビアードパパ
- タリーズコーヒー
- 果汁工房 果琳
- レストラン街（3店舗）
- カルディコーヒーファーム
- パン・タパス（ベーカリー）
- 生活の木 HAND MADE GUILD
- earth music&ecology natural store
- OPAQUE.CLIP（オペークドットクリップ）
- GAP / GAP KIDS
- 3COINS(スリーコインズ)
- H&M (エイチ・アンド・エム)

### 2階専門店
- UNIQLO
- GU
- イケヤ（CD・DVD販売）
- JINS
- ANAP
- レストラン街（3店舗）
- ファイテンショップ
- LOWRYS FARM
- MINiPLA
- 無印良品
- イオン保険サービス
- はんず接骨院
- サイゼリヤ

### 3階専門店
- STARBACKS COFFEE
- PLAZA CAPCOM
- 谷島屋書店
- ASBee
- semanticdesign
- 平野楽器 ロッキン
- VISION CARE キクチ
- フードコート（13店舗）
- GIFT GATE FAMILY
- 靴下屋
- はせがわ
- 楽天モバイル
- ユーベル(U-BELL) (雑貨)
- Seria
- STARVATIONS
- SHOO LA RUE（シュー・ラ・ルー）
- repipi armario
- Branshes
- PINK-latte
- Right-on
- OWNDAYS
- THE CLOCK HOUSE
- GLOBAL WORK
- ムラサキスポーツ
- ヴィレッジヴァンガード
- ホビーゾーン (冒険王 (玩具小売))
- ＃C-pla(カプセルトイ)
- ストーンマーケット

## イオン浜松西SCとの関係
静岡県道62号浜松雄踏線沿いにイオン浜松西ショッピングセンターがある。当モールからの距離は3kmと近接しているものの、ターゲットや施設の概念が異なるため、イオン同士の競争は生じてもSC全体としての棲み分けはできているという。
|              | イオンモール浜松志都呂 | 浜松西SC               |
| ------------ | ---------------------- | ---------------------- |
| 店舗数       | 150                    | 50                     |
| 核店舗       | イオン                 | イオン                 |
| 敷地面積     | 68,126m2               | 39,550m2               |
| 商業施設面積 | 65,322m2               | 24,511m2               |
| 駐車台数     | 3,500台                | 1,473台                |
| 商圏人口     | 66万人                 | 27万人                 |
| 運営会社     | イオンモール株式会社   | イオンリテール株式会社 |
| 開業日       | 2004年8月6日           | 2002年7月13日          |

## アクセス
鉄道利用の場合、浜松駅・舞阪駅から当モールまでの路線バスが遠鉄バスにより運行されている。
イオンモール浜松志都呂バス停は舞阪駅方面がイオンモール敷地内から、浜松駅方面が向かいの道路上からの発車である。イオンモール志都呂入口バス停は旧雄踏街道（静岡県道62号浜松雄踏線）上にある。
| 路線名         | 系統 | バス停                 | 主要経由地             | 行先   | 備考                           |
| -------------- | ---- | ---------------------- | ---------------------- | ------ | ------------------------------ |
| 志都呂宇布見線 | 20   | イオンモール浜松志都呂 | 堀出橋・湖南高校入口   | 舞阪駅 | 舞阪駅までの所要時間は約10分。 |
| 志都呂宇布見線 | 20   | イオンモール浜松志都呂 | 入野・西郵便局・成子坂 | 浜松駅 | 浜松駅までの所要時間は約29分。 |
| 志都呂宇布見線 | 20   | イオンモール志都呂入口 | 入野・西郵便局・成子坂 | 浜松駅 | 浜松駅までの所要時間は約29分。 |
| 志都呂宇布見線 | 20   | イオンモール志都呂入口 | 小山・宇布見西ヶ崎     | 山崎   |                                |

自家用車の場合、3500台の駐車場がある。

## 周辺施設
- 浜松市西行政センター
- とびうお大橋
- はまゆう大橋

## 近隣の商業施設
- ザザシティ浜松
- 浜松プラザフレスポ
- ラフレ初生（オークワが運営、旧アピタ初生店）
- MEGAドン・キホーテUNY浜松泉町店（旧「ユニー」→ピアゴ）
- イオン浜松西ショッピングセンター
- イオンモール浜松市野
- ベイシアフードセンター浜松雄踏店
- 東京インテリア家具浜松店[10]